# Örkeneds landsfiskalsdistrikt
Örkeneds landsfiskalsdistrikt var 1918-1951 ett landsfiskalsdistrikt i Kristianstads län, bildat när Sveriges indelning i landsfiskalsdistrikt trädde i kraft den 1 januari 1918, enligt beslut den 7 september 1917. När Sveriges nya indelning i landsfiskalsdistrikt trädde i kraft den 1 januari 1952 (enligt kungörelsen 1 juni 1951) upplöstes distriktet och dess område införlivades i sin helhet i Osby landsfiskalsdistrikt.
Landsfiskalsdistriktet låg under länsstyrelsen i Kristianstads län.

## Ingående områden

### Från 1918
Östra Göinge härad:
- Glimåkra landskommun
- Örkeneds landskommun